# Сплав Медузе
Сплав Медузе (фр. Le Radeau de la Méduse) је слика (уље на платну), првобитног назива Сцена бродолома (Scène de Naufrage), из 1818–19. године, коју је насликао француски романтичарски сликар и литограф Теодор Жерико (1791–1824). Ово дело, завршено када је уметник имао 27 година, постало је икона француског романтизма. Ова огромна слика, димензија 491 x 716 cm, приказује тренутак после бродолома француске фрегате Медузе, која се 2. јула 1816. године насукала код обале данашње Мауританије. Дана 5. јула 1816. године, најмање 147 људи се укрцало на импровизовани сплав. Сви осим њих петнаесторо умрли су током тринаест дана пре спасавања, а они који су преживели патили су од глади и дехидрације и прибегли канибализму. Овај догађај је постао међународни скандал, делом због тога што је кривица углавном приписана некомпетентности француског капетана.
Жерико је одлучио да наслика овај догађај како би започео каријеру са једним ненарученим делом великих размера на једну тему која је већ изазвала велико интересовање јавности. Био је фасциниран овим догађајем, а пре него што је започео рад на коначној слици, предузео је обимно истраживање и направио много припремних скица. Интервјуисао је двоје преживелих и конструисао детаљан модел сплава. Посећивао је болнице и мртвачнице, где је из прве руке могао да види боју и текстуру меса мртвих, као и оних на самрти. Као што је и претпоставио, слика се показала веома контроверзном приликом првог појављивања на Париском Салону 1819. године, изазивајући у једнакој мери страствене хвалоспеве као и осуде. Међутим, убрзо је стекла међународни углед и данас се сматра важном сликом у раној историји романтичарског покрета у француском сликарству.
Иако Сплав Медузе задржава елементе традиције историјског сликарства, како у избору теме тако и у драматичној презентацији, он представља раскид са смиреношћу и редом преовлађујуће неокласичарске школе. Ово Жерикоово дело је привукло велику пажњу при првом приказивању и затим је изложено у Лондону. У Лувр је стигло убрзо након уметникове смрти у 32. години. Утицај ове слике може се видети у радовима Ежена Делакрое, Вилијама Тарнера, Гистава Курбеа и Едуара Манеа.

## Позадина
Јуна 1816. године, француска фрегата Медуза испловила је из Рошфора, упутивши се у сенегалску луку Сен-Луј. Она је предводила конвој који су чинила још три брода: теретни брод Лоара, брик Аргус и корвета Ехо. Виконт Иг Дироа де Шомаре (Hugues Duroy de Chaumereys) постављен је за капетана фрегате упркос томе што је врло мало пловио у претходних 20 година. Након несреће, огорчена јавност је погрешно приписала одговорност за његово именовање Лују XVIII, иако је то било само рутинско морнаричко именовање извршено у Министарству морнарице и није имало икакве везе са монархом. Мисија фрегате је била да прихвати британско враћање Сенегала под условом да Француска прихвати Париски мир. Француски гувернер Сенегала, пуковник Жилијен-Дезире Шмалц, и његова супруга и ћерка су били међу путницима.
У настојању да брже стигне, Медуза је престигла остале бродове, али је због лоше навигације скренула 160 километара ван курса. Другог јула, насукала се на пешчани спруд код западноафричке обале близу данашње Мауританије. Већина њих је одговорност за то приписала неспособности Де Шомареа, емигранта-повратника без искуства и способности, чије је ангажовање било резултат политичког давања првенства. Покушаји да се брод ослободи нису успели, па су уплашени путници и посада, 5. јула, одлучили да покушају да преплове 100 километара до афричке обале у шест чамаца са фрегате. Иако је Медуза превозила 400 људи, укључујући и 160 чланова посаде, у чамцима је било простора само за око 250 људи. Остатак посаде и половина контингента поморских пешадинаца упућених у Сенегал - најмање 146 мушкараца и једна жена - натрпали су се на импровизовани сплав, који је делимично уронио у воду након што су се људи попели на њега. Седамнаест чланова посаде је одлучило да остане на насуканој Медузи. Капетан и посада са осталих чамаца намеравали су да вуку сплав за собом, али после само неколико километара, он се откачио. Од залиха хране посада сплава је имала само кесу бродског кекса (која је поједена првог дана), два бурета воде (који су пали у море током борбе) и шест буради вина.
Према критичару Џонатану Мајлсу, сплав је довео преживеле "до граничних стања људске егзистенције. Доведени до лудила, изгладнели и жедни, масакрирали су побуњенике, јели своје мртве другове и убијали оне најслабије." После тринаест дана, 17. јула 1816. године, брод Аргус је пуком случајношћу спасио сплав - Французи нису предузели никакве посебне напоре да га пронађу. У том тренутку је само петнаесторо људи још било живо; остали су били или убијени, или бачени у море, умрли од глади, или су се у очају сами бацили у море. Овај инцидент је постао велика јавна срамота за Француску монархију, која тек што је била обновљена после Наполеоновог пораза 1815. године.

## Опис
Слика Сплав Медузе приказује тренутак када је преосталих петнаесторо преживелих, након тринаест дана плутања на сплаву, угледало брод који се приближава из даљине. Према једном од првих британских рецензената, на овом делу је представљен тренутак у коме се "може рећи да је пропаст сплава била потпуна". Слика је монументалних размера, 491 x 716 cm, тако да је већина приказаних фигура у природној величини, а фигуре у првом плану су скоро дупло веће од природне величине, постављене близу равни слике и збијене око посматрача који бива увучен у физичку акцију као учесник.
Импровизовани сплав је приказан као једва способан да плови док се љуља на великим таласима, а људи су скрхани и у крајњем очајању. Један старији човек држи на коленима леш свога сина; други чупа себи косу од фрустрације и осећања пораза. Бројна тела су набацана у првом плану, док околни таласи сваког часа могу их прогутају. Људи у средини су управо угледали спасилачки брод; један га показује другоме, а афрички члан посаде, Жан Шарл, стоји на празном бурету и махнито маше руком да привуче пажњу брода.
Композиција слике изграђена је на две пирамидалне структуре. Периметар великог јарбола на левој страни платна формира прву пирамиду. Хоризонтално груписање мртвих и умирућих фигура у првом плану формира базу из које се издижу преживели, идући ка емоционалном врхунцу, где централна фигура очајнички маше ка спасилачком броду. 
Пажња посматрача се прво одвлачи ка центру платна, а затим у смеру тела преживелих, посматраних отпозади и која се протежу удесно. Према историчару уметности Џастину Винтлу, "један хоризонтално дијагонални ритам води нас од мртвих доле лево, до живих на врху." Две друге дијагоналне линије користе се за повећање драматичне напетости. Једна прати јарбол и његове конопце и води посматрачево око ка таласу који се приближава и прети да прогута сплав, док друга, састављена од фигура које се истежу, води до далеке силуете Аргуса, брода који је на крају спасио преживеле.
Жерикоова палета се састоји од бледих нијанси коже и меса и тамних боја одеће преживелих, мора и облака. Генерално, слика је тамна и умногоме се ослања на употребу мрачних, углавном смеђих пигмената, палете за коју је Жерико сматрао да је ефикасна за приказивање трагедије и бола. Употреба светла и сенке у делу описује се као "каравађовска", према италијанском уметнику који се уско повезује са тенебризмом (коришћење снажног контраста светлог и тамног). Чак је и Жерикоов третман мора пригушен, јер је користио тамнозелене нијансе, а не морско-плаве које су могле донети контраст са нијансама сплава и фигурама на њему. Из удаљене зоне спасилачког брода, сија јарко светло, осветљавајући притом иначе једноличну тамну сцену.

## Реализација

### Истраживање и припремне студије
Жерико је био очаран извештајима о чувеном бродолому из 1816. године и схватио да би сликање тог догађаја могла бити прилика за подизање његове репутације као сликара. Одлучивши да то учини, предузео је детаљно истраживање пре него што је започео рад на слици. Почетком 1818. године сусрео се са двојицом преживелих: Анријем Савињијем, хирургом и Александром Кореаром, инжењером из Националне високе школе за уметност и занат. Њихови емотивни описи искустава умногоме су инспирисали боје коначне слике. Према историчару уметности Жорж-Антоану Боријасу, "Жерико је направио студио преко пута болнице Божон.I ту је започео туговање. Иза закључаних врата бацио се на посао. Ништа му није било одбојно. Бојали су га се и избегавали."
Ранија путовања су изложила Жерикоа призорима лудила и куге, а док је радио истраживања за Медузу, његово настојање да слика буде историјски тачна и реалистична довело је до опседнутости крутошћу лешева. Да би постигао што аутентичнији приказ телесних нијанси мртвих, правио је скице тела у мртвачници болнице Божон, проучавао лица умирућих пацијената у болници, доносио одсечене удове у студио како би проучавао њихово распадање и две недеље цртао одсечену главу позајмљену из једне луднице, коју је чувао на крову студија. 
Радио је заједно са Кореаром, Савињијем и још једним од преживелих, столаром Лавијетом, како би конструисао прецизан модел сплава, који је репродукован на готовом платну, приказујући чак и неке рупе између дасака. Жерико је имао моделе који су му позирали, састављао је досије од документације, копирао релевантне слике других уметника и ишао у Авр да проучава море и небо. Упркос грозници, више пута је путовао на обалу како би присуствовао олујама, а посете уметницима у Енглеској пружиле су му додатну прилику за проучавање природних непогода током преласка преко Ламанша.
Нацртао је и насликао бројне припремне скице док је одлучивао који ће од неколико тренутака несреће приказати у завршном раду. Осмишљавање концепције слике се за Жерикоа показало споро и тешко, и мучио се да одабере један сликовно ефектан тренутак који би најбоље приказао инхерентну драматичност догађаја.
Међу сценама које је разматрао биле су: побуна против официра другог дана на сплаву, канибализам који се догодио након само неколико дана и спасавање. Жерико се коначно одлучио за тренутак, који је испричао један од преживелих, кадa су на хоризонту видели како се приближава брод Аргус - видљив у горњем десном углу слике - коме су покушали да сигнализирају. Брод је, међутим, прошао поред њих. По речима једног од преживелих чланова посаде, „Из делиријума радости, пали смо у дубоки очај и тугу.“ 
За јавност, добро упознату са детаљима катастрофе, сцена је требало да обухвати период после напуштања посаде и да се фокусира на тренутак када се учинило да су све наде потонуле - Аргус се поново појавио два сата касније и спасио оне који су преживели.
Писац Руперт Кристијансен истиче да слика приказује више фигура него што их је било на сплаву у тренутку спасавања - укључујући и лешеве које спасиоци нису забележили. Уместо сунчаног јутра и мирне воде какви су били на дан спасавања, Жерико је приказао надолазећу олују и мрачно, немирно море како би појачао емоционалну тмину.

### Коначна верзија
Жерико, који је управо био приморан да прекине болну аферу са својом тетком, обријао је главу и од новембра 1818. до јула 1819. живео дисциплинованим монашким животом у свом атељеу у Фобур ди Рулу, док му је храну доносио његов домар, а само је повремено излазио увече. Он и његов 18-годишњи помоћник, Луј-Алексис Жамар, спавали су у малој соби поред студија; повремено је међу њима било свађа и једном приликом је Жамар отишао; након два дана Жерико га је наговорио да се врати. У свом уредном студију, уметник је методички радио у потпуној тишини и чак и шум миша је био довољан да му разбије концентрацију. 
Позирали су му пријатељи, највише сликар Ежен Делакроа (1798–1863), који је за фигуру у првом плану позирао са лицем окренутим надоле и с испруженом руком. Двојица преживелих са сплава виде се у сенци у подножју јарбола; три фигуре су сликане из главе - Кореар, Савињи и Лавијет. Жамар је позирао наг за фигуру мртвог младића приказаног у првом плану као да ће сваког часа склизнути у море, а био је и модел за две друге фигуре.
Делакроа - који ће након Жерикоове смрти постати носилац француског романтизма - много касније је написао, "Жерико ми је дозволио да видим његов Сплав Медузе док је још радио на њему. Слика је на мене оставила толико јак утисак да сам, кад сам изашао из студија, почео да трчим као луд и нисам стао све док нисам стигао до своје собе."
Жерико је сликао са малим четкицама и са вискозним уљима, која допуштају мало времена за дораду, а сува су већ наредног јутра. Боје је држао одвојене једну од друге: његова палета се састојала од цинобера, беле, напуљске жуте, две различите жуте окер, две црвене окер, сирове сијене, светлоцрвене, печене сијене, гримизне (Crimson Lake), пруско плаве, Peach Black црнe, слоновача црне, ван Дајкове браон и битумена. Битумен има баршунаст, сјајан изглед одмах пошто се наслика, али после одређеног времена прелази у црну меласу док се скупља и притом ствара наборану површину коју није могуће поправити. Као последица тога, данас се тешко могу разазнати детаљи у многим деловима слике.
Жерико је прво нацртао контуре композиције на платну. Потом су му модели позирали један по један и када би завршио једну фигуру, прелазио би на следећу, за разлику од чешће методе рада на целој композицији. Овакво фокусирање на појединачне елементе дало је раду „изненађујућу физикалност“, као и утисак намерне театралности - што неки критичари сматрају негативним ефектом. Више од 30 година након завршетка дела, његов пријатељ Монфорт се присећа:
[Жерикоова метода] изненадила ме је колико и његова интензивна енергија. Сликао је директно на белом платну, без грубе скице или било какве припреме, осим чврсто утврђених контура, па ипак чврстина структуре дела није била ништа мања због тога. Био сам фасциниран брижљивошћу с којом је проучавао модел пре него што би додирнуо платно четкицом. Чинило се да полако напредује, а реално је врло брзо радио, стављајући један детаљ за другим на своје место, при чему је ретко кад морао да проверава свој рад више од једанпут. Било је врло мало приметних покрета његовог тела или руку. Израз му је био савршено миран ...
Уметник је, радећи без великих одвраћања пажње, слику завршио за осам месеци, док је цео пројекат трајао 18 месеци.

## Утицаји
Сплав Медузе спаја у себи многе утицаје, од старих мајстора, преко Микеланђеловог Страшног суда и таванице Сикстинске капеле и Рафаеловог Преображења, монументалног приступа Жак-Луја Давида (1748–1825 ) и Антоан-Жана Гроа (1771–1835), до савремених догађаја. У XVIII веку, бродоломи су постали препознатљиво обележје марине у ликовној уметности, као и све чешћа појава с обзиром да су се путовања све чешће обављала морским путем. Клод Жозеф Верне (1714–1789) је направио многе такве слике, постижући натуралистичку боју помоћу директног посматрања - за разлику од других уметника у то време - и кажу да је везао себе за јарбол брода како би доживео олују. 
Иако су људи приказани на сплаву провели 13 дана у плутању морем и трпели глад, болести и канибализам, Жерико даје омаж традицијама херојског сликарства и представља своје фигуре као мишићаве и здраве. Према историчару уметности Рихарду Мутеру, у овом делу се још увек примећује снажан дуг према класицизму. Чињеница да је већина фигура готово нага, написао је, произашла је из жеље да се избегну "несликовни" костими. Мутер примећује да "фигуре и даље имају нечег академског у себи, што изгледа није довољно ослабљено услед глади, болести и борбе против смрти".
Утицај Жак-Луја Давида може се видети у размери слике, у скулптуралној затегнутости фигура и појачаном начину на који је описан посебно значајан „плодан тренутак“ - прва свест о приближавању брода. Године 1793, Давид је такође насликао један важан тадашњи догађај у виду Мараове смрти. Његова слика је имала огроман политички утицај током револуције у Француској, а послужила је као важан претходник Жерикоове одлуке да такође наслика неки актуелан догађај. Давидов ученик, Антоан-Жан Гро, представљао је, попут Давида, „грандиозности једне школе, неискупиво повезане са безнадежношћу“, али је у неким од најважнијих радова дао исти значај Наполеону и анонимним мртвим или умирућим ликовима. Жерико је био нарочито импресиониран Гроовом сликом из 1804, Бонапарта у посети жртвама куге у Јафи.
Млади Жерико је сликао копије дела Пјер-Пола Придона (1758—1823), у чије "бурно трагичне слике" спада и ремек-дело Правда и божанска освета прогоне злочин, чији су мркли мрак и композициона основа у виду нагог, испруженог леша очигледно утицали на Жерикоову слику.
Фигура старијег човека из првог плана може бити референца на Уголина из Дантеовог Пакла - тема коју је Жерико размишљао да наслика - изгледа да је позајмљена од слике Уголина од Хенрија Фјузелија (1741—1825) која је Жерикоу можда била позната из отисака. Код Дантеа, Уголино је крив за канибализам, што је један од најсензационалнијих аспеката дешавања на сплаву. Изгледа да Жерико на то алудира кроз позајмљивање од Фјузелија. Једна од првих студија за Сплав Медузе у акварелу, која се сада налази у Лувру, много је експицитнија и приказује човека који глође руку леша без главе.
Неколико енглеских и америчких слика, међу којима је и Смрт мајора Пирсона, Џона Синглтона Коплија (1738–1815) - такође насликаних у прве две године после догађаја - претходило је ондашњој актуелној теми. Копли је такође насликао и неколико великих и херојских слика морских несрећа које је Жерико можда познавао из отисака: Вотсон и ајкула (1778), на којој је црнац у средишту радње, и која је, попут Сплава Медузе, концентрисана на актере драме, а не на морски пејзаж; Пораз плутајућих батерија на Гибралтару, септембра 1782. (1791), која је утицала, како на стил, тако и на тему Жерикоовог дела; и Сцена бродолома (1790-их), која има упадљиво сличну композицију. Још један важан претходник за политичку компоненту била су дела Франциска Гоје, посебно серија „Ужаси рата “ 1810–12. и ремек-дело Трећи мај 1808. из 1814. Гоја је такође направио и слику несреће на мору, једноставног назива Бродолом (датум непознат), али иако је осећање слично, композиција и стил немају ништа заједничко са Сплавом Медузе. Мало је вероватно да је Жерико видео ову слику.

## Излагање и пријем
Слика Сплав Медузе је први пут приказана на Париском салону 1819. године, под називом Scène de Naufrage (Сцена бродолома), иако би тадашњи посетиоци без сумње погодили њену праву тему. Изложбу је спонзорисао Луј XVIII, а представљено је готово 1.300 слика, 208 скулптура и бројне друге гравуре и архитектонски дизајни. Жерикоово платно је било звезда на изложби: "Она оставља утисак на све и привлачи свачији поглед" (Le Journal de Paris). Луј XVIII ју је видео три дана пре отварања и рекао: "Monsieur, vous venez de faire un naufrage qui n'en est pas un pour vous", или" Господине Жерико, насликали сте бродолом, али то за вас неће бити бродолом". Критичари су били подељени: ужас и "грозота" теме су привлачили, али поклоници класицизма су изражавали ненаклоност ка ономе што су описали као "гомилу лешева", чији су реализам сматрали далеким од "идеалне лепоте" коју представља Жиродеова слика Пигмалион и Галатеа, која је тријумфовала исте године. Жерикоово дело је демонстрирало парадокс: како се грозна тема може преточити у моћну слику, како сликар може помирити уметност и стварност? Мари-Филип Купан де ла Купери, француски сликар и Жерикоов савременик, дао је један од одговора: "Чини се да господин Жерико греши. Циљ сликања је говорити души и очима, а не одбијати." Слика је имала и горљиве поклонике, међу којима је био и француски писац и ликовни критичар Огист Жал, који је хвалио њену политичку тематику, њену либералну позицију - промовисање црнаца и критику ултра-ројализма - и њену модерност. Историчар Жил Мишле каже да се "цело наше друштво налази сплаву Медузе".
Жерико је намерно тежио да буде и политички и уметнички провокативан. Критичари су на његов агресивни приступ одговарали на исти начин, а њихова реакција је била или одвратност или похвала, зависно од тога да ли су критичареве симпатије биле на страни Бурбона или либерала. Слика је схваћена као да углавном саосећа са људима на сплаву, а самим тим и са антиимперијализмом који су усвојили преживели Савињи и Кореар. Одлука да се црнац стави на врх композиције био је контроверзни израз Жерикоових симпатија према аболиционизму. Критичарка уметности Кристин Рајдинг је спекулисала да је каснија изложба слике у Лондону планирана да се подудари са тамошњом агитацијом против трговине робљем. Према уметничкој критичарки и кустосу Карен Вилкин, Жерикоова слика делује као "цинична оптужница неспретних малверзација француског пост-наполеоновског чиновништва, од којих су већина регрутовани из преживелих породица Ancien Régime-а".
Слика је углавном импресионирала посматрачку јавност, мада је њена тема многе одбила, ускраћујући притом Жерикоу оно признање које се надао да ће добити. На крају изложбе, слика је награђена златном медаљом од стране судског већа, али нису дали делу већи престиж избором за националну колекцију Лувра. Уместо тога, Жерико је добио наруџбину на тему Срца Исусовог, коју је у тајности понудио Делакрои, чију је завршену слику затим потписао као своју. Жерико се повукао у природу, где је колабирао од исцрпљености, а његово непродато дело је замотано у ролну и смештено у студио код једног пријатеља.
Жерико је договорио да слика буде изложена у Лондону 1820. године, где је приказана у Египатској дворани Вилијама Булока у Пикадилију, од 10. јуна до краја године, а видело ју је око 40.000 посетилаца. Пријем у Лондону био је позитивнији од оног у Паризу, а слика је препозната као представник новог смера у француској уметности. Добила је више позитивних критика него када је приказана на Салону. Делом је то била последица начина излагања слике: у Паризу је у почетку била окачена високо у Четвртастој соби - грешка коју је Жерико препознао када је видео постављено дело - али у Лондону је постављена близу пода, чиме је наглашена њена монументалност. Можда су постојали и други разлози за њену популарност и у Енглеској, укључујући „степен националног самочеститања“, привлачност слике као језиве забаве и две позоришне представе засноване на догађајима на сплаву које су се поклапале са изложбом и умногоме се ослањале на Жерикоов приказ. Од лондонске изложбе Жерико је зарадио близу 20.000 франака, што је био његов проценат од улазница, а што је знатно више него што би био плаћен да је француска влада купила дело од њега. Након изложбе у Лондону, Булок је слику донео у Даблин, почетком 1821. године, али је тамошња изложба била далеко мање успешна, великим делом захваљујући конкурентној изложби покретне панораме „Олупина Медузе“ фирме браће Маршал, за коју се говорило да је насликана према упутствима једног од преживелих.
Сплав Медузе је промовисао кустос Лувра, гроф де Форбaн који ју је купио за музеј од Жерикоових наследника након његове смрти 1824. Слика сада доминира својом галеријом. Натпис поред слике нам каже да је "једини херој у овој дирљивој причи хуманост".
У неко време између 1826. и 1830, амерички уметник Џорџ Кук (1793–1849) направио је копију слике, мање величине (130,5 x 196,2 cm), која је приказана у Бостону, Филаделфији, Њујорку и Вашингтону великом броју људи који су знали за контроверзе у вези са бродоломом. Рецензије су биле наклоњене слици, која је такође била подстицај за драме, песме, представе и једну књигу за децу. Купио ју је бивши адмирал, Јураја Филипс, који ју је оставио 1862. године Њујоршком историјском друштву, где ју је погрешно завео Гилберт Стјуарт, због чега је остала неприступачна све док грешка није откривена 2006. године, након истраге Нине Атанасоглу-Калмајер, професора историје уметности на Универзитету у Делаверу. Конзерваторско одељење универзитета предузело је рестаурацију дела.
Због погоршања стања Жерикоовог оригинала, Лувр је 1859–60. наручио од двојице француских уметника, Пјер-Дезиреа Гијемеа и Етјен-Антоан-Ежена Ронжаа, да направе копију оригинала у пуној величини за сврху позајмица за изложбе.
У јесен 1939. године, Медуза је спакована да се склони из Лувра у ишчекивању избијања рата. Камион сценографије из позоришта Комеди франсез превезао је слику у Версај у ноћи 3. септембра. Нешто касније, Медуза је пресељена у Дворац Шамбор где је остала све до краја Другог светског рата.

## Интерпретација и наслеђе
У свом инсистирању на приказивању непријатне истине, Сплав Медузе је био оријентир у новонасталом романтичарском покрету у француском сликарству и "поставио је темеље естетске револуције" против преовлађујућег неокласичног стила. Жерикоова композициона структура и приказ фигура су класични, али контрастирајућа турбуленција теме представља значајну промену у уметничком правцу и гради важан мост између неокласичног и романтичарског стила. Године 1815, Жак-Луј Давид, тада у егзилу у Бриселу, био је како водећи заговорник популарног жанра историјских тема, који је усавршио, тако и мајстор неокласичног стила. Историјско сликарство као и неокласични стил у Француској наставили су се кроз дела Антоан-Жана Гроа, Жан-Огист-Доминика Енгра, Франсоа Жерара, Ан-Луја Жироде де Руси-Триосона, Пјер-Нарциса Герана (учитеља и Жерикоа и Делакрое) и других уметника који су остали посвећени уметничким традицијама Давида и Николе Пусена. 
У уводу Журнала Ежена Делакрое, Хјуберт Велингтон је писао о Делакроаовом мишљењу о стању француског сликарства непосредно пред Салон 1819. Према Велингтону, "Занимљива комбинација класике и реалистичног погледа који је наметнула Давидова дисциплина сада је губила и живост и занимање. Сам мајстор се приближавао свом крају и био је у егзилу у Белгији. Његов најпослушнији ученик, Жироде, префињени и култивисани класичар, стварао је слике запањујуће фригидности. Жерар, изузетно успешни сликар портрета под Царством - неки од њих су изванредни - упао је у нови тренд великих историјских слика, али без ентузијазма."
Сплав Медузе садржи изразе и велике размере традиционалног историјског сликарства; међутим, он приказује обичне људе, а не хероје, и реагује на драму која се дешава. Жерикоовом сплаву очигледно недостаје херој, а његова слика не приказује никакав циљ осим чистог преживљавања. Ово дело, по речима Кристине Рајдинг, представља "лажну наду и бесмислену патњу и, у најгорем случају, основни људски инстинкт за преживљавањем, који је надјачао све моралне обзире и гурнуо цивилизованог човека у варварство".
Нетакнута мускулатура централне фигуре која маше спасилачком броду подсећа на неокласицизам, међутим, натурализам светла и сенке, аутентичност очаја који преживели показују и емоционални карактер композиције разликују је од неокласичне строгости. То је био још даљи одмак од религиозних или класичних тема ранијих дела јер приказује савремене догађаје са обичним и нехеројским ликовима. Избор теме, као и интензиван начин приказивања драматичног тренутка, типични су за романтичарско сликарство - снажни су индикатори онога у којој мери се Жерико одмакао од преовлађујућег неокласичног покрета.
Хјуберт Велингтон је рекао да је Делакроа, иако читавог живота поштовалац Гроа, у младости гајио доминантни ентузијазам према Жерикоу. Драматична композиција Жерикоа са снажним контрастима и неконвенционалним изразима подстакла је Делакроу да верује сопственим стваралачким импулсима у великом раду. Делакроа је рекао, "Жерико ми је дозволио да видим његов Сплав Медузе док је још увек радио на њему." Утицај ове слике се види на Делакроаовој слици Дантеова барка (1822) и поново се појављује као инспирација у његовим каснијим делима, попут Бродолома Дон Хуана (1840).
Према Велингтону, Делакроаово ремек-дело из 1830. године, Слобода води људе инспирисано је директно Жерикоовом сликом Сплав Медузе и Делакроаовом сопственом Покољ на Хиосу. Велингтон је написао да је „док је Жерико своје занимање за стварне детаље водио до тачке да је тражио још преживелих из бродолома да му позирају, Делакроа своју композицију снажније осећао као целину, доживљавао своје фигуре и групе као типове и подредио их симболичној фигури републиканске Слободе која је једна од његових најбољих пластичних креација."
Историчар уметности и скулптуре Алберт Елсен је сматрао да су Сплав Медузе и Делакроаов Покољ на Хиосу пружили инспирацију за величанствени домет монументалне скулптуре Врата пакла Огиста Родена. Написао је да су "Делакроаов Покољ на Хиосу и Жерикоов Сплав Медузе суочили Родена у великој размери са невиним безименим жртвама политичких трагедија ... Ако је Роден био инспирисан на ривалство са Микеланђеловим Страшним судом, имао је Жерикоов Сплав Медузе пред собом као охрабрење."
Док Гистава Курбеа (1819-1877) можемо описати као анти-романтичарски сликар, његова главна дела као што су Сахрана у Орнану (1849-50) и Уметников атеље (1855) дугујемо Сплаву Медузе. Утицај није видљив само у великим димензијама код Курбеа, већ у његовој спремности да прикаже обичне људе и актуелне политичке догађаје и да забележи људе, места и догађаје у стварном, свакодневном окружењу. Изложба из 2004. у Уметничком институту Кларк, под називом Bonjour Monsieur Courbet: The Bruyas Collection from the Musee Fabre, Montpellier, настојала је да упореди сликаре реалисте из XIX века, Курбеа, Онореа Домијеа (1808-1879) и раног Едуара Манеа (1832-1883 ) са уметницима повезаним са романтизмом, укључујући Жерокоа и Делакроу. Наводећи Сплав Медузе као утицај на реализам, изложба је направила поређења свих уметника. Критичар Мајкл Фрид истиче Манеа који је директно позајмио лик мушкарца који љуљушка свог сина за композицију Анђела на Христовом гробу.
Утицај Сплава Медузе осетио се и код уметника изван Француске. Френсис Денби, британски сликар рођен у Ирској, вероватно је био инспирисан Жерикоовом сликом када је 1824. године насликао Залазак Сунца на мору након олује, а 1829. написао је да је Сплав Медузе "најбоља и највећа историјска слика коју је видео".
Тему морске трагедије је приказао Вилијам Тарнер (1775–1851), који је, попут многих енглеских уметника, вероватно видео Жерикоову слику када је била изложена у Лондону 1820. Његова Катастрофа на мору (око 1835) забележила је сличан инцидент, овог пута британску катастрофу, с потопљеним бродом и људима који умиру и који су такође постављени у први план. Постављање обојене фигуре у средиште драме Тарнер је поновио, са сличним аболиционистичким призвуком, на слици Брод робова (1840). 
Голфска струја (1899), америчког уметника Винслоуа Хомера (1836–1910), понавља композицију Сплав Медузе са оштећеним пловилом, злослутно окруженим ајкулама и претећим таласима. Попут Жерикоа, Хомер ставља црнца за главну фигуру сцене, мада је он једини путник на чамцу. Брод у даљини подсећа на Аргус са Жерикоове слике. Прелазак из драме романтизма у нови реализам показује пример стоичке резигнације Хомерове фигуре. Човеково стање, које се у ранијим делима можда одликовало надом или беспомоћношћу, претворило се у "суморни бес".
Почетком деведесетих година XX века, вајар Џон Конел је у оквиру свог Пројекта Сплав, колаборативног пројекта са сликаром Јуџином Њуманом, поново створио Сплав Медузе тако што је направио скулптуре у природној величини од дрвета, папира и катрана и поставио их на велики дрвени сплав.
Осврћући се на контраст између умирућих фигура у првом плану и фигура у средини које машу броду за спасавање који се приближава, француски историчар уметности Жорж-Антоан Боријас пише да Жерикоова слика представља, "с једне стране, пустош и смрт, а с друге, наду и живот. "
За Кенета Кларка, Сплав Медузе "остаје главни пример романтичарског патоса израженог кроз акт; и та опсесија смрћу, која је Жерикоа навела на честе посете мртвачницама и местима јавних погубљења, даје аутентичност његовим фигурама мртвих људи и оних на самрти. Њихове контуре су можда преузете из класика, али се оне поново виде у жудњи за жестоким доживљајем."
Данас, бронзани рељеф Сплава Медузе, аутора Антоана Етекса, украшава Жерикоов гроб на гробљу Пер Лашез у Паризу.